# Dicyclodes
Dicyclodes is een geslacht van vlinders van de familie spanners (Geometridae), uit de onderfamilie Oenochrominae.

## Soorten
- D. hieroglyphica Warren, 1906
- D. lissoscia Turner, 1922
- D. turneri Lucas, 1892